# Richard Lamm

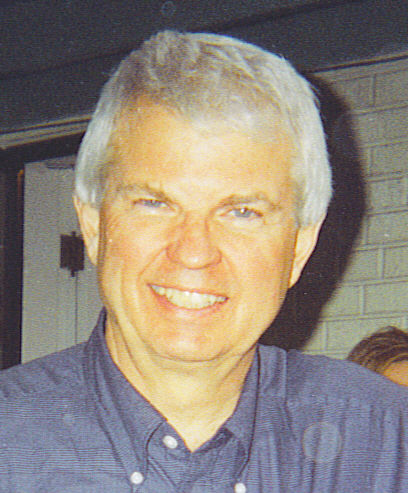
Richard Lamm

Richard Douglas Lamm (* 3. August 1935 in Madison, Wisconsin; † 29. Juli 2021 in Denver, Colorado) war ein US-amerikanischer Politiker (Demokratische Partei). Er war von 1975 bis 1987 der 37. Gouverneur des Bundesstaates Colorado. Außerdem schuf er ein umfangreiches Werk als Schriftsteller.

## Frühe Jahre und Aufstieg in Colorado
Lamm besuchte bis 1957 die University of Wisconsin. Anschließend studierte er bis 1961 an der University of California Jura. Dazwischen war er für kurze Zeit als Oberleutnant in der US Army. Später arbeitete er zeitweise in Kalifornien als Buchhalter. Schließlich wurde er in Denver als Rechtsanwalt tätig.
Zwischen 1969 und 1974 war Lamm Professor für Rechtswissenschaften an der University of Denver. Gleichzeitig war er von 1966 bis 1974 Abgeordneter im Repräsentantenhaus von Colorado. Dort war er zeitweise Fraktionschef der Demokratischen Abgeordneten. Er war an der Ausarbeitung eines liberalen Abtreibungsgesetzes maßgeblich beteiligt, und er war ein Anhänger der Umweltschutzbewegung. Im Jahr 1974 wurde er als Kandidat der Demokratischen Partei zum neuen Gouverneur seines Staates gewählt.

## Gouverneur von Colorado
Lamm trat sein neues Amt am 14. Januar 1975 an. Nach zwei Wiederwahlen in den Jahren 1978 und 1982 konnte er bis zum 13. Januar 1987 im Amt bleiben. Damit hält er bis heute den Amtszeitrekord der Gouverneure von Colorado. Während seiner Zeit als Gouverneur schrieb er fünf Bücher. Im Jahr 1976 feierte Colorado, zeitgleich mit dem 200. Geburtstag der Vereinigten Staaten, den 100. Jahrestag des Beitritts in die USA. Gouverneur Lamm war Vorsitzender der Western Governor’s Association.

## Weiterer Lebenslauf
Im Jahr 1990 lehnte er eine ihm angebotene Kandidatur für den US-Senat ab. 1992 bewarb er sich dann aber doch für ein Mandat im Kongress. Die Kandidatur blieb aber erfolglos. Im Jahr 1996 bewarb er sich für die neue Reform Party um deren Nominierung für die Präsidentschaftswahlen. Er unterlag aber dem später chancenlosen Ross Perot. Danach äußerte er sich als politischer Redner zu den verschiedensten politischen Themen der Zeit und war unter anderem Direktor der Abteilung Politik und zeitgenössische Angelegenheiten an der University of Denver. Richard Lamm machte sich auch als Schriftsteller einen Namen. Er verfasste mehr als 30 Werke, darunter sowohl Romane als auch historische Abhandlungen. Mit seiner Frau Dorothy Vennard hatte er zwei Kinder.
Er starb Ende Juli 2021 in Denver, fünf Tage vor seinem 86. Geburtstag.